# Sabicea exellii
Sabicea exellii är en måreväxtart som beskrevs av George Taylor. Sabicea exellii ingår i släktet Sabicea och familjen måreväxter.
Artens utbredningsområde är São Tomé. Inga underarter finns listade i Catalogue of Life.